# District Bistrița-Năsăud
Bistrița-Năsăud (Hongaars: Beszterce-Naszód) is een Roemeens district (județ) in de historische regio Transsylvanië, met als hoofdstad Bistrița (87.169 inwoners).
De gangbare afkorting voor het district is BN.

## Demografie

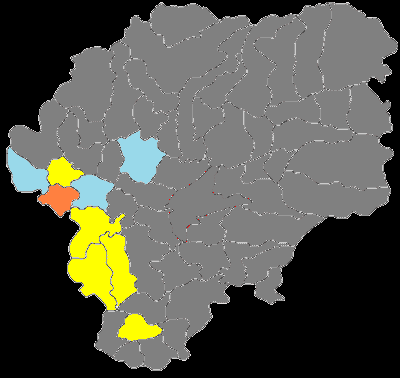
De Hongaren in het district Bistrița-Năsăud tijdens de volkstelling van 2011. Rood = Aandeel Hongaren boven 80%, Oranje = Hongaarse meerderheid tussen 50 - 79%, Geel = Hongaarse minderheid boven 20%, Blauw = Hongaarse minderheid tussen 10 - 20%, Grijs = Hongaarse minderheid onder de 10%.

In het jaar 2002 had Bistrița-Năsăud 311.657 inwoners en een bevolkingsdichtheid van 58 inwoners per km².

### Bevolkingsgroepen
- Roemenen 90%
- Hongaarse minderheid 6%
- Overige 4%, waaronder Duitsers en Roma

### Hongaarse gemeenschap
In 2011 woonden er 14.350 Hongaren in het district. De grootste Hongaarse gemeenschap is te vinden in de steden Bistrita en Beclean. Daarnaast kennen de plattelandsgemeenten Branistea, Matei, Nimigea, Petru Rares en Uriu Hongaarse enclaves. De enclaves liggen in de etnische regio Mezöség (Zevenburgse Vlakte).

### Saksische gemeenschap
De regio werd tot het eind van de Tweede Wereldoorlog bewoond door een grote groep Zevenburger Saksen. In 1910 maakten ze 25% van de bevolking uit en telden 25.000 personen.
Tegenwoordig zijn alleen nog de Duitse Evangelische kerken een teken van de Duitse aanwezigheid. (Zie: Nösnerland)

## Geografie
Het district heeft een oppervlakte van 5355 km² en is daarmee het 25e district naar grootte.

## Aangrenzende districten
- Suceava in het oosten
- Cluj in het westen
- Maramureș in het noorden
- Mureș in het zuiden

## Steden
- Bistrița
- Năsăud
- Beclean
- Sângeorz-Băi